# تومويا أوسوا
تومويا أوسوا (باليابانية: 大沢 朋也) (مواليد 22 أكتوبر 1984)، هو لاعب كرة قدم ياباني سابق كان يلعب كلاعب وسط.

## وصلات خارجية
- تومويا أوسوا على موقع الاتحاد الدولي (مؤرشف)  (الإنجليزية)
- تومويا أوسوا على موقع رابطة كرة القدم اليابانية للمحترفين (اليابانية)
- تومويا أوسوا على موقع قاعدة بيانات كرة القدم.إي يو (الإنجليزية)
- تومويا أوسوا على موقع Soccerway.com (الإنجليزية)
- تومويا أوسوا على موقع عالم كرة القدم.نت (الإنجليزية)